# Gargallo (Teruel)
Gargallo ist eine Gemeinde in der Provinz Teruel in der Autonomen Region Aragón in Spanien. Sie liegt in der Comarca Andorra-Sierra de Arcos und hatte 2024 87 Einwohner. 

## Lage
Gargallo liegt etwa 70 Kilometer (Luftlinie) in nordnordöstlicher Richtung von der Provinzhauptstadt Teruel und etwa 89 Kilometer (Luftlinie) südsüdöstlich von Saragossa in einer Höhe von ca. 940 m.

## Bevölkerungsentwicklung
| Jahr      | 1970 | 1981 | 1991 | 2001 | 2011 | 2021 |
| Einwohner | 180  | 151  | 140  | 126  | 124  | 98   |

Die Mechanisierung der Landwirtschaft sowie die Aufgabe bäuerlicher Kleinbetriebe und der daraus resultierende Verlust an Arbeitsplätzen haben seit der Mitte des 20. Jahrhunderts zu einer Landflucht geführt.

## Sehenswürdigkeiten
- Kirche Unser Lieben Frau (Monasterio de Nuestra Señora de la Piedad)